# Сюзанна Лангер
Сюзанна Лангер (англ. Susanne Katherina Langer [ˈlæŋər]; уроджена Кнаут, 20 грудня 1895 — 17 липня 1985) — американська вчена, філософ, письменниця та вчителька. Одна з перших жінок в американській історії, яка зробила академічну кар'єру в галузі філософії, і перша жінка, яку в народі та професійно визнали американською філософинею. Лангер найбільш відома завдяки своїй книзі 1942 року «Філософія в новому ключі». У 1960 році Лангер обрали членом Американської академії мистецтв і наук.

## Життєпис
Сюзанна Кетріна Кнаут, Лангер зростала на західній частині Мангеттену в Нью-Йорку. Вона дочка адвоката Антоніо Кнаута й Ельзи Уліх — емігрантів з Німеччини. Хоч дівчина й народилася в США, її рідною мовою була німецька, оскільки в юності саме нею розмовляли вдома. Німецький акцент залишився на все життя. Лангер цікавилася творчістю й мистецтвом, її навчили грати на віолончелі й фортепіано. Ще з дитинства вона залюбки читала твори великих поетів, а також традиційну дитячу літературу, казки. Сюзанна й сама складала вірші та описувала пригоди, щоб розважити своїх молодших братів і сестер.
Сюзанна вийшла заміж за Вільяма Леонарда Лангера, студента Гарварду в 1921 році. У них народилося двоє синів і подружжя переїхало назад у Кембридж, штат Массачусетс, до того, як пара розлучилася 1942 року. Сюзанна Лангер померла 17 липня 1985 року.

### Освіта
Її рання освіта включала відвідування Школи для дівчат Велтін, приватної школи, а також навчання вдома. У 1916 році Лангер вступила до коледжу Редкліффа. Вона здобула ступінь бакалавра в 1920 році й далі навчалася в аспірантурі з філософії в Гарварді, де отримала диплом магістра в 1924 році й здобула докторський ступінь у 1926 році. Вона викладала філософію в Редкліффі з 1927 по 1942 рік. Один рік читала лекції з філософії в Університеті штату Делавер та п'ять років у Колумбійському університеті (1945—1950). З 1954 по 1962 рік викладала в коледжі Коннектикуту. Також вона викладала філософію в Університеті Мічигану, Нью-Йоркському університеті, Північно-Західному університеті, Університеті Огайо, Сміт-коледжі, Коледжі Вассара, Університеті Вашингтона та Веллслі-коледжі.

## Філософія
Лангер досліджувала безперервний процес осмислення значень у свідомості людини завдяки силі «бачити» одне з точки зору іншого. Перша велика праця Лангер має назву «Філософія в новому ключі». Вона висунула ідею, яка стала звичною нині: про те, що існує основна і повсюдна людська потреба символізувати, вигадувати значення та вкладати значення у свій світ.
Починаючи з критики позитивізму, робота являє собою дослідження людської думки, що прогресує від семантичної теорії до філософії музики, накреслюючи теорію для всіх видів мистецтва. Для Лангер людський розум «постійно продовжує процес символічної трансформації дослідних даних, що надходять до нього», роблячи його «справжнім джерелом більш-менш спонтанних ідей».
Розрізнення Сюзанни Лангер між дискурсивними та презентаційними символами — одне з її найбільш відомих понять. Дискурсивна символізація впорядковує елементи (не обов'язково слова) зі стабільним та контекстно-незмінним значенням у нове значення. Символізація презентації діє незалежно від елементів із фіксованим і стабільним значенням. Презентацію неможливо зрозуміти, поступово вибудовуючи розуміння її частин окремо. Це потрібно розуміти як єдине ціле. Наприклад, елемент, який використовується на одній картині, може бути використаний для сформулювання зовсім іншого значення в іншій. Той самий принцип застосовується до ноти в музичній обробці — такі елементи самостійно не мають фіксованого значення, за винятком контексту всієї їх презентації.
Лангер вважала, що символізм є головним питанням філософії, оскільки він лежить в основі всього людського пізнання та розуміння. Як і Ернст Кассірер, Лангер вважала, що людину і тварин відрізняє здатність використовувати символи. У той час як у всьому житті тварин домінують почуття, людське почуття опосередковується концепціями, символами та мовою. Тварини реагують на знаки, але стимули від знака для людини значно складніші. Перспектива також пов'язана із символічним спілкуванням, де вивчаються товариства тварин, щоб допомогти зрозуміти, як символічне спілкування впливає на поведінку членів кооперативної групи.
Лангер — одна з перших філософинь, що приділила пильну увагу концепції віртуального. Натхненна уявленнями Анрі Бергсона про матерію та пам'ять, вона пов'язала мистецтво з концепцією віртуального. Для неї з'ясування простору художнього твору його творця було не менше, ніж побудова віртуального світу. Вона описує віртуальність як «якість усіх речей, які створені для сприйняття». Для неї віртуальне — це не лише питання свідомості, але щось зовнішнє, що створюється навмисно й існує матеріально, як простір споглядання поза людським розумом. Лангер розглядає віртуальність як фізичний простір, створений художником, такий як картина чи будівля, який «є важливим сам по собі, а не як частина оточення». Вона особливо розглядає архітектуру не як реалізацію простору для буття, а її концептуальний переклад у віртуальність для сприйняття: «Архітектор, в цілому, має справу зі створеним простором, віртуальною сутністю». На відміну від Бергсона, для Лангер віртуальність відчутна і може спричинити споглядальну взаємодію між людиною та машиною.
У пізніші роки Лангер прийшла до думки, що вирішальним завданням її роботи було побудувати теорію «життя розуму», засновану на науці та психології, використовуючи конвенції філософії процесу. Кінцева робота Сюзанни Лангер «Розум: нарис про почуття людини» являє собою кульмінацію її спроби встановити філософську та наукову основу естетичного досвіду, спираючись на тритомний огляд всеосяжного набору відповідних гуманістичних і наукових текстів.

### Історія почуттів
Бажання Лангер до вивчення психіки та її зв'язку з мистецтвом корениться в її теорії про те, що твори мистецтва зображають людські почуття і вирази. Це привело Лангер до побудови біологічної теорії відчуття, яка пояснює, що «почуття» є по своїй суті біологічною концепцією, яка може бути підключена до еволюційної генетики. В її есе, «Розум», Лангер йде в глибину, щоб зв'язати ранню еволюцію людини з тим, як ми сприймаємо розум сьогодні. Вона пояснює, що ранні організми зазнали перероблювання шляхом природного відбору, в якому певну поведінку і функції було сформовано для того, щоб вижити. Лангер описує, що органи тіла функціонують у певному ритмі, і ці ритми повинні співпрацювати один з одним, щоб зберегти організм живим. Цей розвиток, — пояснює Лангер, був на початку основи для центральної нервової системи, яку Лангер вважала, центром когнітивних взаємодій між людьми.

### Риторика
Робота Сюзанни Лангер із символікою та значенням призвела до її асоціації з сучасною риторикою, хоча її вплив у цій галузі дещо обговорюється. Лангер встановила використання символів як «епістемічної одиниці спільноти» припускаючи, що всі знання в спільноті отримуються і будуються із загальних систем символів у даній культурі. Поняття Лангер щодо мови та діалогу можна розуміти таким чином, що мова не просто підтримує зв'язок, а створює символи, з яких люди потім створюють власну реальність. Затверджена підтримка цієї точки зору випливає із висловлювання Лангер про те, що «мова властива мисленню, уявленню, навіть нашим способам сприйняття».
За словами Арабелли Ліон, професора Державного університету Нью-Йорка, Лангер вважає, що значення виникає в стосунках між спільнотою, її дискурсом та людиною. Ліон передбачає, що праця Лангер може розглядатися як суперечність порівняно традиційним теоріям Аристотеля, через аргумент Лангер про те, що дискурс формується за допомогою чуттєвого досвіду, який поділяється між тим, хто говорить і тим, хто слухає, а не за допомогою логіки, як відстоює філософ. Епістемічний погляд Лангер на символізм і мову, який додатково вивчає мотивацію мовця, впливові аспекти мови, що впливають на людей, та стосунки між мовцем та спільнотою, часто відбиваються в аспектах сучасних риторичних досліджень.

## Вплив

Плакат із цитатою Сюзанни Лангер португальською мовою

На роботи Лангер значною мірою вплинули колеги-філософи Ернст Кассірер та Альфред Норт Вайтгед. Вайтгед, англійський математик і професор філософії, був професором Лангер у Редкліффі. Він познайомив її з історією людської думки, джерелами сучасного світу та сучасною філософією. Вайтгед допоміг сформувати її погляд на ці теми, які вона представила у своєму першому тексті «Практика філософії». Протягом своєї кар'єри Вайтгед і далі впливав на її розуміння складного світу людської думки. Лангер поділяла віру Вайтгеда у вихід за межі наукових досліджень і вірила, що разом із нововідкритим мисленням та ідеями, що започаткували сучасну еру в науці та філософії, з'явиться можливість для відродження філософської творчості. Лангер присвятила «Філософія в новому ключі» Альфреду Норту Вайтгеду, її «великому вчителю і другу».
Іншим головним впливом Сюзанни Лангер був німецький філософ Ернст Кассірер. Кассірер був неокантіаністом, який вивчав область теорій символізації. Кассірер вплинув на більшу частину ідей Лангер у «Філософія в новому ключі», де вона заявила, що створення символів є основною діяльністю мистецтва, міфу, обряду, наук, математики та філософії. Вона зазначила: «Своєрідним фактом є те, що кожен великий прогрес у мисленні, кожна епохальна нова ідея походить від нового типу символічної трансформації». З погляду Кассірера вона спиралася на свою віру в те, що теорія мистецтва повинна бути взаємозалежною з теорією розуму.

## Спадщина
Сюзанна Лангер мала вплив у багатьох галузях: наприклад, її цитував психолог Абрагам Маслоу в «Мотивація та особистість» (1954), містобудівник Кевін А. Лінч у «Образ міста» (1960), винахідник Вільям Дж. Дж. Гордон у «Synectics» (1961), антрополог Кліффордом Гірцем у «Інтерпретація культур» (1973), вчена мистецтва Еллен Діссанаяке в «Homo Aestheticus» (1992) і теоретик цифрових медіа Джанет Мюррей у «Гамлет на Голодеці» (1997).

## Вибрані публікації

### Книги
- Круїз Маленької Ведмедиці та інші казки (1924, ілюструє Хелен Севолл)
- Практика філософії (1930, передмова Альфреда Норта Вайтгеда)
- Вступ до символічної логіки (1937),ISBN 978-0-486-60164-9
- Філософія в новому ключі: дослідження символіки розуму, обряду та мистецтва (1942),ISBN 978-0-674-66503-3
- Мова та міф (1946), перекладач, з Sprache und Mythos (1925) Ернста Кассірера,ISBN 978-0-486-20051-4
- Почуття і форма: теорія мистецтва (1953)
- Проблеми мистецтва: десять філософських лекцій, 1957
- Роздуми про мистецтво (1961) (редактор)
- Філософські замальовки (1962),ISBN 978-1-4351-0763-2
- Розум: нарис про почуття людини, три томи (1967, 1972 та 1982)

### Статті
- Confusion of Symbols and Confusion of Logical Types, Mind, т. 35, 1926, с. 222—229
- Form and Content: A Study in Paradox, Journal of Philosophy, т. 23, 1926, с. 435—438
- A Logical Study of Verbs, Journal of Philosophy, т. 24, 1927, с. 120—129
- The Treadmill of Systematic Doubt, Journal of Philosophy, т. 26, 1929, с. 379—384
- Facts: The Logical Perspectives of the World, Journal of Philosophy, т. 30, 1933, с. 178—187
- On a Fallacy in 'Scientific Fatalism', International Journal of Ethics, т. 46, 1936, с. 473—483
- The Lord of Creation, Fortune, т. 29, January 1944, с. 127—154
- Why Philosophy?, Saturday Evening Post, т. 234, 13 травня 1961, с. 34—35, 54, 56
- Henry M. Sheffer, Philosophy and Phenomenological Research, т. 25, 1964, с. 305—307

## Подальше читання
- Schultz, William (2000), Cassirer and Langer on Myth: An Introduction, Routledge, ISBN 978-0-8153-2465-2
- Innis, Robert E. (2009), Susanne Langer in focus: the symbolic mind, Indiana University Press, ISBN 978-0-253-22053-0
- Dryden, Donald (2001), Susanne Langer and William James: Art and the Dynamics of the Stream of Consciousness, The Journal of Speculative Philosophy, т. 15, № 4, с. 272—285, doi:10.1353/jsp.2001.0036
- Watling, Christine P. (1998), The Arts, Emotion, and Current Research in Neuroscience, Mosaic, т. 31, с. 107—124
- Royce, Joseph R. (1983), The Implications of Langer's Philosophy of Mind for a Science of Psychology, Journal of Mind and Behavior, т. 4, с. 491—506
- Shelley, Cameron (1998), Consciousness, Symbols and Aesthetics: A Just-So Story and Its Implications in Susanne Langer's Mind: An Essay on Human Feeling, Philosophical Psychology, т. 11, с. 45—66
- Durig, Alexander (1994), What Did Susanne Langer Really Mean, Sociological Theory, т. 12, с. 254—265